# Sinumelon aversum
Sinumelon aversum är en snäckart som beskrevs av Tom Iredale 1937. Sinumelon aversum ingår i släktet Sinumelon och familjen Camaenidae. Inga underarter finns listade i Catalogue of Life.